# Farber-Syndrom
Das Farber-Syndrom, auch Farber-Krankheit, Morbus Farber, Ceramidase-Mangel oder disseminierte Lipogranulomatose genannt, ist eine äußerst seltene genetisch bedingte lysosomale Speicherkrankheit (Thesaurismose).

## Genetik und Ätiologie
Das Farber-Syndrom wird autosomal-rezessiv vererbt. Das betroffene ASAH-Gen befindet sich auf Chromosom 8 Genlocus p22-p21.3. Es kodiert für das Enzym saure Ceramidase (N-Acylsphingosinamidohydroxylase = ASAH). Das ASAH-Gen hat eine Länge von 30 kb und enthält 14 Exons. In den meisten Fällen führen Punktmutationen im ASAH-Gen zum Farber-Syndrom.
Die Mutationen bewirken einen Aktivitätsmangel der sauren Ceramidase. Die saure Ceramidase ist ein Enzym vom Typ lysosomaler Hydrolase, welches die Spaltung von Ceramiden in Sphingosin und Fettsäuren katalysiert. Der durch den Gendefekt bedingte Aktivitätsmangel des Enzyms führt zu einer intrazellulären Speicherung von Ceramid.
Die Krankheit kann sich je nach Patient und Grad des Aktivitätsmangels sehr unterschiedlich manifestieren. So können die für das Farber-Syndrom typischen Symptome schon im Kleinkindalter oder auch erst nach der Pubertät auftreten.

## Symptomatik und Diagnose
Der klinische Verlauf des Farber-Syndroms kann sehr unterschiedlich ausfallen. Die bei den betroffenen Patienten am häufigsten auftretenden Symptome sind, Kontrakturen der Gelenke, periartikuläre subkutane Knötchen, Minderwuchs (Hyposomie), Anomalien des Kehlkopfs (Laryngomalazie) und Hornhauttrübung. Gelegentlich ist auch eine Vergrößerung von Leber und Milz zu beobachten (Hepatosplenomegalie).
Die Diagnose lässt sich schnell und sicher – auch pränatal – über eine Messung der Ceramidase-Aktivität stellen.

## Therapie
Eine wirksame, heilende Therapie ist derzeit nicht möglich. Die Behandlung erfolgt meist symptomatisch mit Schmerzmitteln und Corticosteroiden. Bei starken Deformationen kann auch die Plastische Chirurgie zum Einsatz kommen.

## Erstbeschreibung
Das Farber-Syndrom wurde erstmals 1952 von dem US-amerikanischen Pathologen Sidney Farber (1903–1973) beschrieben. Er ist der Namensgeber für die Erkrankung.